# Sonate K. 501
La sonate K. 501 (F.445/L.137) en ut majeur est une œuvre pour clavier du compositeur italien Domenico Scarlatti.

## Présentation
La sonate K. 501, en ut majeur, notée Allegretto, forme une paire avec la sonate K. 502 de même tonalité. En contraste avec la suivante, la construction est simple et d'une écriture fluide où abondent trilles et triolets et une grande variété de thèmes mélodiques. Les trilles en ostinato précèdent une demi-cadence phrygienne. Les musicologues Jane Clark et John Henry van der Meer (nl), considérant le registre de l'instrument, datent la paire après 1746,.

## Manuscrits
Le manuscrit principal est le numéro 18 du volume XII de Venise (1756), copié pour Maria Barbara ; les autres sont Parme XIV 18, Münster I 38 et Vienne C 33.

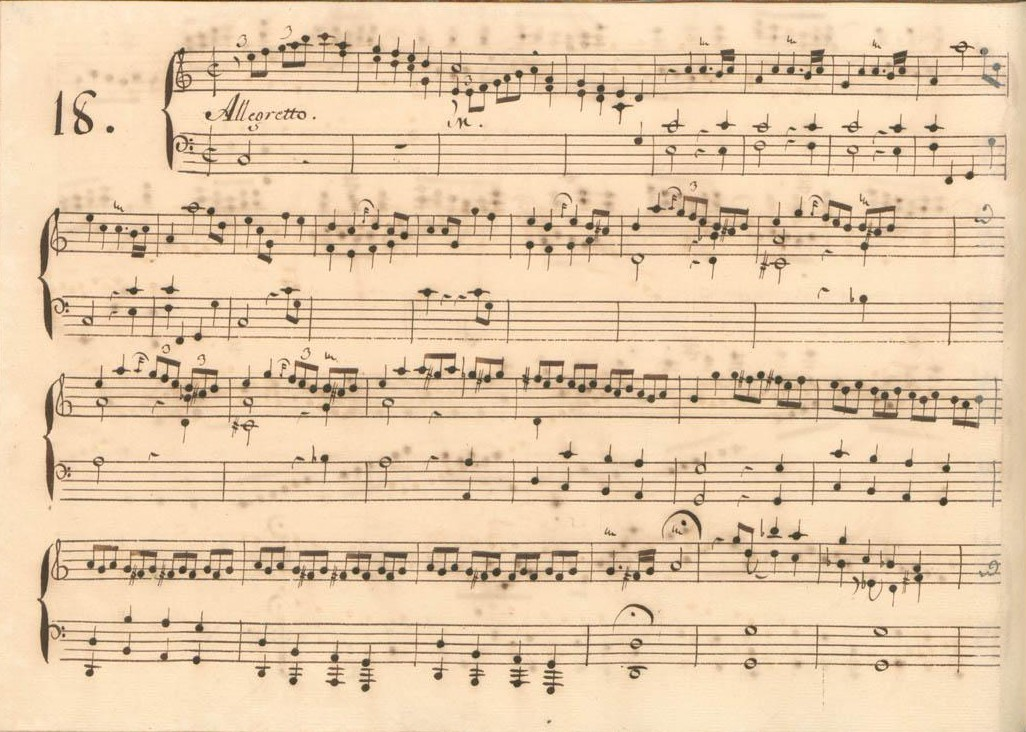
Parme XIV 18.
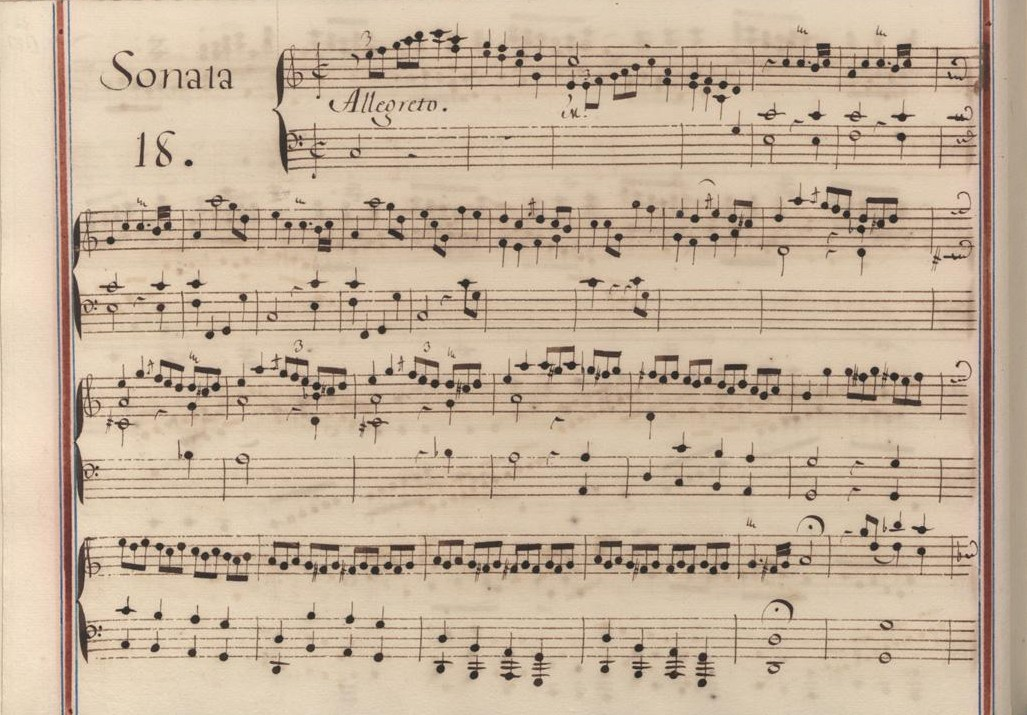
Venise XII 18.

## Interprètes
La sonate K. 501 est défendue au piano notamment par Carlo Grante (2016, Music & Arts, vol. 5) et Pascal Pascaleff (2020, Naxos, vol. 25) ; au clavecin par Scott Ross (1985, Erato), Andreas Staier (1991, DHM), Richard Lester (2004, Nimbus, vol. 5), Pieter-Jan Belder (Brilliant Classics, vol. 11) et Pierre Hantaï (2018, Mirare, vol. 6).

## Sources
: document utilisé comme source pour la rédaction de cet article.
- Ralph Kirkpatrick (trad. de l'anglais par Dennis Collins), Domenico Scarlatti, Paris, Lattès, coll. « Musique et Musiciens », 1982 (1re éd. 1953 (en)), 493 p. (ISBN 978-2-7096-0118-4, OCLC 954954205, BNF 34689181).
- Alain de Chambure, « Domenico Scarlatti : Intégrale des sonates — Scott Ross », Erato (2564-62092-2), 1985 (OCLC 891183737) .
- (en) Carlo Grante, « Domenico Scarlatti, intégrale des sonates pour clavier (vol. 5) », p. 17, Music & Arts (CD-1294), 2017 (OCLC 1079366528) .